# Ассамблея штата Нью-Йорк
Ассамблея штата Нью-Йорк — нижняя палата Легислатуры штата Нью-Йорк. Состоит из 150 членов избираемых на 2 года и не имеющих лимита на количество сроков. Ассамблея заседает в Капитолии штата Нью-Йорк в Олбани.

## Состав ассамблеи
На 2016 год в Ассамблее большинство принадлежит демократической партии с преимуществом в 61 место. Демократическая партия контролирует Ассамблею с 1975 года.
Спикер Ассамблеи выбирается лидирующей партией, затем подтверждается всей Ассамблеей. Лидер большинства выбирается Спикером и помогает в работе Спикера. Лидер меньшинства выбирается на Закрытом собрании. На 2015 год спикером Ассамблеи являлся демократ Карл Хисти (83-й округ Ассамблеи), лидером большинства — Джозеф Морель (136-й округ), лидером меньшинства — республиканец Брайн Колб (131-й округ).
|                                     | Партия    | Партия  | Партия        | Партия       | Партия    | Общее |    |
| ----------------------------------- | --------- | ------- | ------------- | ------------ | --------- | ----- | -- |
|                                     |           |         |               |              |           | Общее |    |
| Демократы                           | Демократы | Независ | Республиканцы | Консерваторы | Вакантные | Общее |    |
| Конец предыдущей легислатуры (2012) | 99        | 99      | 1             | 49           | 0         | 149   | 1  |
|                                     |           |         |               |              |           |       |    |
| Начало сессии 2013                  | 106       | 106     | 1             | 43           | 0         | 150   | 0  |
| Конец предыдущей легислатуры (2014) | 97        | 1       | 1             | 40           | 0         | 139   | 11 |
|                                     |           |         |               |              |           |       |    |
| Начало сессии 2015                  | 104       | 1       | 1             | 43           | 1         | 150   | 0  |
| 20 февраля 2015                     | 103       | 1       | 1             | 43           | 1         | 149   | 1  |
| Распределение голосов               | 69,1%     | 0,7%    | 69,1%         | 29,5%        | 29,5%     |       |    |